# Fongicide
Cet article concerne les produits phytosanitaires. Pour les produits utilisés en santés humaine et animale, voir Antifongique.

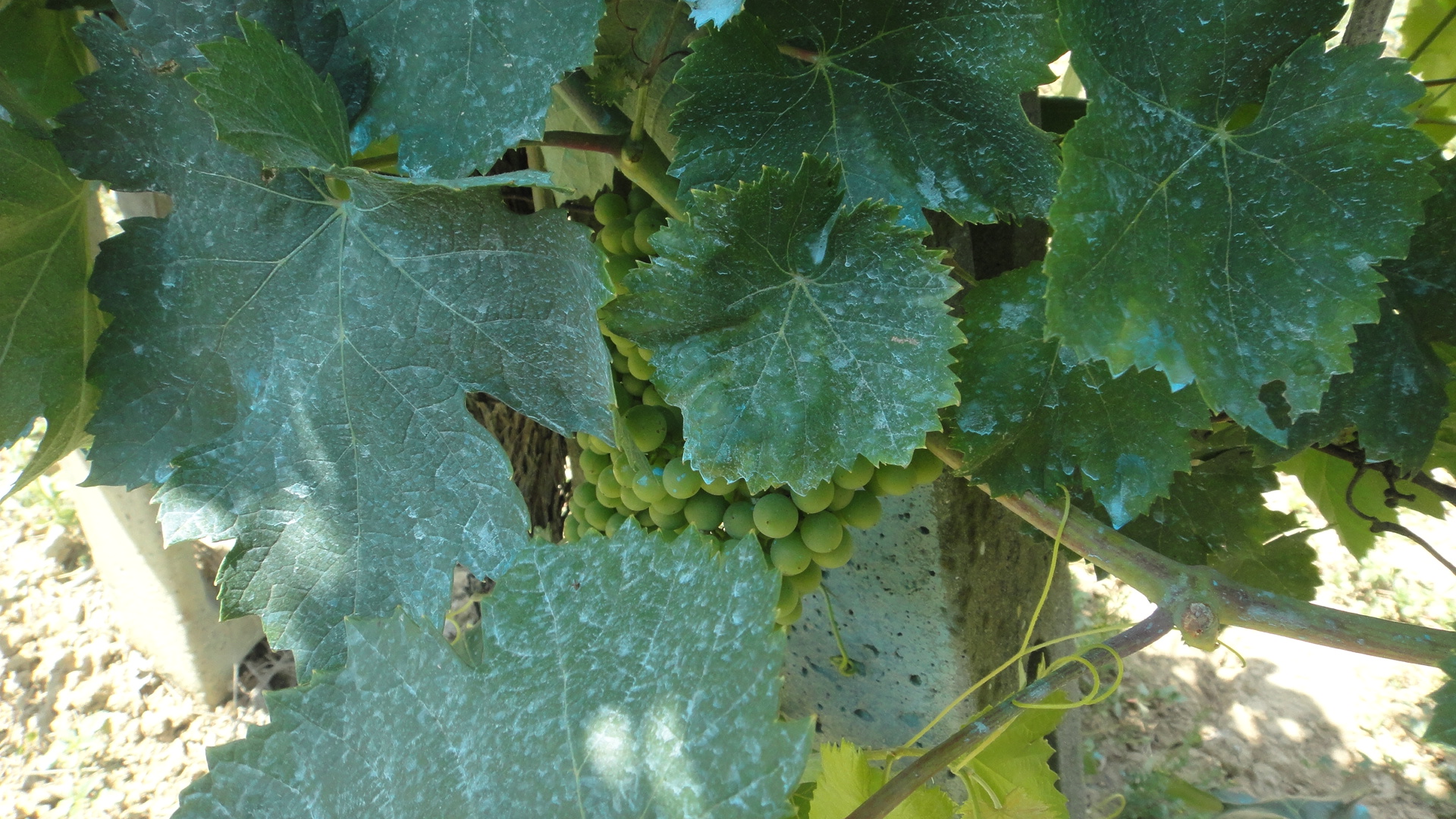
Bouillie bordelaise sur des feuilles de vigne. Sous l'action de l'eau, du et des sécrétions de la plante, le cuivre de ce fongicide est solubilisé très lentement.

Un fongicide est un produit phytosanitaire conçu pour éliminer ou limiter le développement des maladies cryptogamiques causées par des champignons (ou apparentés) parasites des végétaux. Bien que ce soient des molécules identiques, les produits utilisés en santé humaine et animale sont dénommés des antifongiques et antimycosiques. Les fongicides utilisés sont des produits de synthèses mais ils existent aussi à l'état naturel notamment chez certains végétaux et champignons pour lutter naturellement contre les parasites, par exemple chez la Piloselle et la Collybie des cônes. 

## Modes d'action
Pendant longtemps, les seuls fongicides disponibles étaient des produits agissant par contact et ne pouvant donc être utilisés qu'à titre préventif. Ils agissaient en effet sur les spores du champignon avant que celles-ci n'aient pu émettre des filaments pénétrant les tissus de l'hôte. 
On distingue aujourd’hui deux types de fongicides :
- les produits préventifs empêchant le développement des spores à la surface de la plante ;
- les produits curatifs qui stoppent le développement du champignon déjà installé dans la plante.

Les premiers fongicides systémiques sont apparus à la fin des années 1960. Ils présentent l'avantage d'avoir une action à la fois préventive et curative. Actuellement, les fongicides employés proviennent de l'association d'une trentaine de matières actives regroupées en plusieurs familles chimiques.
Il existe une multitude de modes d'action qui bloquent ou affectent l'organisme des germes pathogènes : 
- les fongicides multisites (qui agissent sur plusieurs paramètres à la fois) ;
- ceux qui agissent sur la respiration mitochondriale (ex: strobilurine et SDHI) ;
- ceux qui inhibent la synthèse des stérols ;
- ceux qui inhibent la synthèse des acides aminés ;
- d'autres qui perturbent la division cellulaire ;
- les simulateurs des défenses naturelles (SDN).

Chacun de ces différents modes d'action agit sur un type de maladie particulier comme la septoriose, la fusariose, l'oïdium, la rouille, le piétin-verse…
Les fongicides sont généralement plus toxiques pour l'humain que les deux autres grands groupes de pesticides (insecticides et herbicides).[réf. nécessaire]

## Groupes de fongicides

### Fongicides de contact
Ils agissent sur des mécanismes enzymatiques impliqués dans le cycle de vie des champignons. Ces mécanismes de base se rencontrent chez tous les êtres vivants, ce qui donne à ces produits un large spectre d'action. Les fongicides de contact ont la caractéristique de nécessiter le contact direct entre le fongicide utilisé et les cellules de champignons pathogènes. Contrairement aux fongicides systémiques, ils ne sont pas absorbés par les tissus de la plante hôte et sont lessivables par les pluies. Ils doivent donc être renouvelés après des événements pluvieux. Beaucoup de fongicides utilisés en agriculture biologique sont des fongicides de contact. Ces fongicides peuvent être divisés en plusieurs familles.

#### Produits à base de métaux
Ces métaux sont le cuivre, sous forme de sels (forme minérale) ou combiné à une molécule organique (forme organique). Le métal (Me+, Me++) constitue la partie active de la molécule. Les métaux sont des agents thioloprives, c’est-à-dire qu'ils se fixent sur les groupements SH ou thiols (R-SH) constituant la partie active de nombreux enzymes ayant un rôle dans les phénomènes d'oxydoréduction assurant le transport d'énergie du végétal. La toxicité de ces métaux n'est pas spécifique aux champignons mais touche tous les êtres vivants. Toutefois, la spore de champignon a le pouvoir de concentrer énormément les métaux, entraînant donc une concentration bien supérieure de thioloprives par rapport aux autres organismes, d'où leur sensibilité particulière.
Les métaux ont l'inconvénient de posséder une phytotoxicité à l'égard de la culture. Il a donc été nécessaire de les préparer sous une forme qui réduit cette phytotoxicité (forme organique). Les formes organiques ont de plus l'avantage d'avoir une meilleure rémanence, ce qui évite leur lessivage à la première pluie.
Les composés organo-mercuriels sont très efficaces mais très toxiques pour l'humain.
La bouillie bordelaise est un fongicide très répandu fabriqué à partir de cuivre.

#### Soufre
Le soufre sous forme de poudre est utilisé tel quel ou en mélange avec des tensioactifs sous forme de suspension dans l'eau. Le soufre pose des problèmes de phytotoxicité avec certaines cultures lorsque la température ambiante dépasse les 30 °C. La vaporisation de purin d'ail (décoction d'une quinzaine de caïeux marinés 4 à 5 jours dans 5 litres d'eau bouillante) peut apporter une légère dose de soufre via l'allicine sans risque de toxicité.

#### Produits soufrés (carbamates)
Apparues dans les années 1940, les séries des thiocarbamates et dithiocarbamates agissent en libérant des isocyanates ou du thirame, molécules actives qui bloquent les groupements S-H des enzymes, perturbant ainsi le métabolisme des champignons à 3 niveaux : inhibition de l'oxydation du glucose, inhibition de la synthèse d'acide nucléique, inhibition de la dégradation des acides gras. Les dithiocarbamates sont dépourvus de toute phytotoxicité.
Exemples : prothiocarbe, zinèbe, manèbe, mancozèbe, propinèbe, thirame, métiram (carbatène).

### Fongicides systémiques
Les fongicides systémiques agissent sur des voies métaboliques essentielles au vivant. Ils se distinguent des fongicides de contact par le fait qu'ils sont absorbés par les tissus des végétaux. Ceci leur permet de garder une efficacité de protection sur plusieurs semaines, contrairement aux fongicides de contact qui sont lessivables par la pluie. Tout comme les fongicides de contact, les fongicides systémiques visent des fonctions cellulaires qui ne sont pas spécifiques des champignons,. Les inhibiteurs de la succinate déshydrogénase par exemple visent les mitochondries et tous les organismes eucaryotes possèdent des mitochondries pour fournir de l'énergie aux cellules. Pour exemple les SDHI utilisés à grande échelle dans l'agriculture (en prévention majoritairement) sont connus pour leur toxicité pour les vers de terre (30% de moins chaque année), les pollinisateurs comme les abeilles, les poissons, les grenouilles et sont un danger pour l'humain et toute la biodiversité,. 
Un collectif de scientifiques français (spécialistes des maladies mitochondriales, cancérologues, toxicologues...) a lancé une alerte depuis 2018 pour les faire retirer du marché et appliquer en urgence le principe de précaution.
Selon une étude indépendante, publiée dans Plos One le 7 novembre 2019, les fongicides SDHI sont toxiques pour les cellules humaines.
Les SDHI sont très stables et des doses faibles suffisent à inhiber la succinate déshydrogénase de toutes les espèces vivantes. Du fait de leur mode d'action, l'apparition de souches de champignons résistantes est constamment observée, ce qui rend le produit inefficace avec le temps,.
Les SDHI ne sont pas considérés cancérigènes à ce jour[Quand ?] selon les tests réglementaires actuels. Cependant, des chercheurs du CNRS- INSERM ont démontré que ces tests réglementaires, qui permettent aux SDHI d’être sur le marché, ne détectent pas un effet très important de ces molécules : elles induisent un stress oxydatif dans les cellules humaines, menant à leur mort. Ces substances pourraient ainsi augmenter le risque de maladies neurologiques comme Parkinson ou Alzheimer.
Le bixafen, un fongicide SDHI de nouvelle génération a été décrit comme génotoxique par des chercheurs financés par l'ANSES. 
Ils sont le plus souvent commercialisés en mélange avec un produit de contact.

#### Dérivés de l'acide carbarique et des benzimidazoles (carbamates)
Une fois absorbés, ces produits se transforment en carbendazime qui est un antimitotique. Ces produits bloquent la division cellulaire et nucléaire (mitose) en perturbant la formation et le fonctionnement du fuseau chromatique. Cette molécule a de plus une action au niveau de l'ADN : elle se substitue aux bases puriques (adénine et guanine) des acides nucléiques et provoquent des erreurs dans la transcription du génome. Toutefois, cette dernière propriété n'expliquerait pas la toxicité de ces produits.
Spécifiques, ils sont sans effet sur les Oomycetes (Pythium, Phytophthora, Peronospora, Mildiou) et les Pleosporaceae. Ils sont largement utilisés sur les cultures tropicales. Ils provoquent souvent l'apparition de souches résistantes chez les Oïdiums et les Cercospora.
Exemples : bénomyl, carbendazime, fuberidazole, thiabendazole, propamocarbe, diéthofencarbe.

#### Inhibiteurs systémiques de la synthèse des stérols (IBS)
Pour les articles homonymes, voir IBS.
C'est un groupe important regroupant en plusieurs familles la moitié des matières actives. Ils provoquent l'inhibition d'enzymes impliqués dans la synthèse des stérols, entraînant une perturbation du fonctionnement et de la formation des membranes cellulaires des champignons.
Beaucoup d'entre eux ont une action systémique, mais certains sont translaminaires (prochlorase). Ils sont efficaces, entre autres, contre Pyrenophora spp, Venturia spp et Septoria spp.
On recherche des molécules ayant le même effet toxique mais sur des maillons différents de la synthèse des stérols pour, par complémentarité, limiter les risques de résistance.
Exemples : 
- Imidazoles : fénapanil, imazalil, prochloraze, triflumizole
- Pyrimidines et proches : buthiobate, fénarimol, pyrifénox, triforine
- Morpholines : aldimorphe, dodémorphe, fenpropimorphe, tridémorphe, trimorphadine
- Triazoles : bitertanol, cyproconazole, dichlobutrazole, diniconazole, étaconazole, flusilazol, flutriafol, metconazol, penconazol, propiconazole, triadimefon, triadimenol, triflumazole

## Fongicides d'origine naturelle
Les fongicides sont également produits à l'état naturel par certains végétaux pour lutter naturellement contre les parasites (ex : l'épervière piloselle, Hieracium pilosella)  ou  comme défense contre les herbivores. Les racines du manioc ou encore les graines de lin contiennent du cyanure très toxique. Le cyanure bloque la respiration des cellules au niveau du complexe IV de la chaire respiratoire mitochondriale. Autre exemple, la roténone, un inhibiteur du complexe I de la respiration cellulaire, présente dans des plantes en Amazonie. En Polynésie, les pêcheurs en faisaient des boules qu'ils lançaient dans l'eau pour asphyxier les poissons, cette pêche a provoqué de nombreux cas de maladies de Parkinson. Les plantes étaient aussi utilisées lors de tentatives de suicide.

## Résistance aux fongicides
L'usage massif de fongicides contre les phytopathogènes fongiques entraîne des résistances de la part des champignons et une diminution de leur efficacité, ce qui induit des infections accrues chez les plantes traitées ainsi que chez les professionnels exposés à ces traitements. De plus, les antifongiques utilisés étant les mêmes en agriculture, en horticulture et en sylviculture qu'en santé humaine et animale, cela augmente la résistance générale des champignons pathogènes, à l'instar de l'antibiorésistance.
Par exemple, Aspergillus fumigatus est un microchampignon présent dans la terre qui a développé une résistance au voriconazole dans une exploitation agricole vers Besançon en France en 2013. C'est le cas également pour d'autres fongicides et d'autres espèces d'Aspergillus comme des pathogènes du bois dans des scieries du Doubs en France ou des pathogènes des tulipes aux Pays-Bas. Toutes ces souches résistantes se sont avérées particulièrement dangereuses lorsqu'elles infectent des personnes, en premier lieu les professionnelles. L'OMS a ainsi publié en 2022 une liste de 19 espèces de champignons dont la propagation mondiale inquiète les organismes de santé publique notamment à cause de leur résistance aux traitements. Se retrouvent notamment Cryptococcus neoformans, Candida auris, Aspergillus fumigatus et Candida albicans.
En 2025, dans les hôpitaux néerlandais, 20 à 30 % des patients infectés sont concernés par des souches résistantes,,,, alors qu'en France, ce taux est de 5 ou 6 %.
L'agriculture biologique, par l'absence de fongicides de synthèse, permet de fortement limiter cette résistance. Ainsi, en remplaçant les bulbes de tulipes de ses parterres par des bulbes issus de l'agriculture biologique, l'hôpital de Besançon a vu le taux de résistance d'Aspergillus fumigatus passer de 71 % à moins de 3 % entre 2019 et 2020.